# Масонские манускрипты
Масонские манускрипты представляют собой определённый пласт исторических документов, которые имеют весьма важное историческое значение для понимания развития как оперативного, так и спекулятивного масонства. Под ними, как правило, понимают масонские конституции, регламенты, катехизисы, уложения, наставления, требования, статуты.

## Холлиуэллский манускрипт

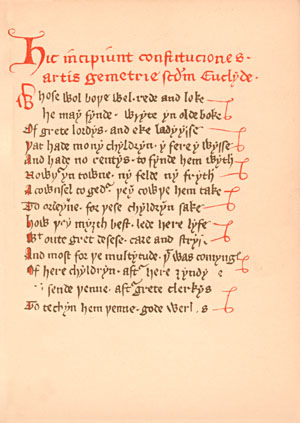
Холлиуэллский манускрипт

Холлиуэллский манускрипт, также известный как Поэма Региус (Regius Poem), это первый известный масонский текст. Он состоит из 64 рукописных страниц в поэтической форме. Стихотворение начинается с отсылки к Евклиду и его пониманию геометрии в древнем Египте, а затем к распространению искусства геометрии в «других землях». Он сопровождается пятнадцатью пунктами для мастера в отношении морального поведения (не укрывать воров, не брать взятки, регулярно посещать церковь, и т. д.) и режимов работы на строительной площадке (не использовать труд каменщиков в ночное время, обучать правильно учеников, не брать такую работу, которую нельзя выполнить и т. д.).
Общее мнение относительно возраста документа и даты его написания — это где-то между концом XIV века и серединой XV века. А его авторство принадлежит священнику из западной Англии. Рукопись была составлена из различных уложений, которые переходили из рук в руки, пока не попали в Королевскую библиотеку, которая была подарена Британскому музею в 1757 году королём Георгом II, сформировавшим ядро сегодняшней Британской библиотеки.
В то время документ представал как поэма о моральных обязанностях. Значение документа как связанного непосредственно с масонством не было заметно, пока сама поэма не была рассмотрена в статье о масонстве Джеймса Холлиуэлла, в 1840 году. В тексте документа говорится, что масонство пришло в Англию во времена правления короля Ательстана, между 924 и 939 годами. Манускрипты представлены сейчас в Британской библиотеке, в Королевской коллекции рукописей, в каталоге ссылок 17 A.I.

## Манускрипт Мэтью Кука
Манускрипт Мэтью Кука является одним из старейших ранних документов, известных как «Готические конституции масонства», и вторым старейшим известным манускриптом в масонской истории. Как правило, Готические конституции включали представления, мифические легенды древнего масонства, список требований и правил для масонов, их присяги или обязательства.
Манускрипт был опубликован Р. Спенсером, в Лондоне, в 1861 году, и был отредактирован Мэтью Куком — отсюда и новое название. В Британском музее в каталоге он указан как «Дополнительный манускрипт. 23,198», и отнесён Хьюаном приблизительно к 1450 году — дате, с которой согласилось большинство специалистов.
Доктор Бегеманн считает, что документ был «составлен и написан в юго-восточной части западного Мидлендса, вероятно в графствах Глостершир или Оксфордшир, либо в юго-восточной или юго-западной части Уорчестершира или Уорвикшира. „Книга правил“, которая сформулирована во второй части документа, это конечно 14 век, и весьма возможно начало 15-го века» (Ars Quatuor Coronati — исследовательская ложа «Четверо Коронованных») IX, page 18).
Это копия части двух старинных манускриптов, которые не сохранились, о чём свидетельствуют пробел в тексте и повтор одной части. Манускрипт Кука безусловно держал в руках сам Джордж Пейн, когда в свой второй срок на посту великого мастера в 1720 году он составил на его основе Генеральный регламент, который Андерсон включил в свою версию «конституции», опубликованной в 1723 году. Джеймс Андерсон сам, видимо, использовал манускрипты 901—960 годов. Ложа Quatuor Coronati перепечатала в 1890 году рукопись в виде факсимиле во II томе Антиграфа и включила Комментарий Джорджа Уильяма Спета.

## Статуты Ратисбонна
Статуты Ратисбонна (1498 год) знаменуют переход от оперативного масонства к спекулятивному (символическому) во Франции.

## Наставления Киркуола
Наставления Киркуола являются манускриптом неясного происхождения, в котором присутствуют несколько масонских посланий. Они висят на западной стене храма ложи «Киркуол Килуиннинг» № 38 в Оркнее.
Обычно утверждают, что они записаны в 1785 году на куске ткани в ложе брата Уильяма Грэма. Различные легенды ссылаются на наставления тамплиеров и место нахождения Святого Грааля. Эти претензии, однако, были оспорены Робертом Л. Купером в книге «Росслин — обман?». Купер представляет доказательства, утверждая, что свиток, составленный Уильямом Грэмом или под его руководством, датируется второй половиной 18 века, на основе детального анализа его символики.

## Конституции «Современных»

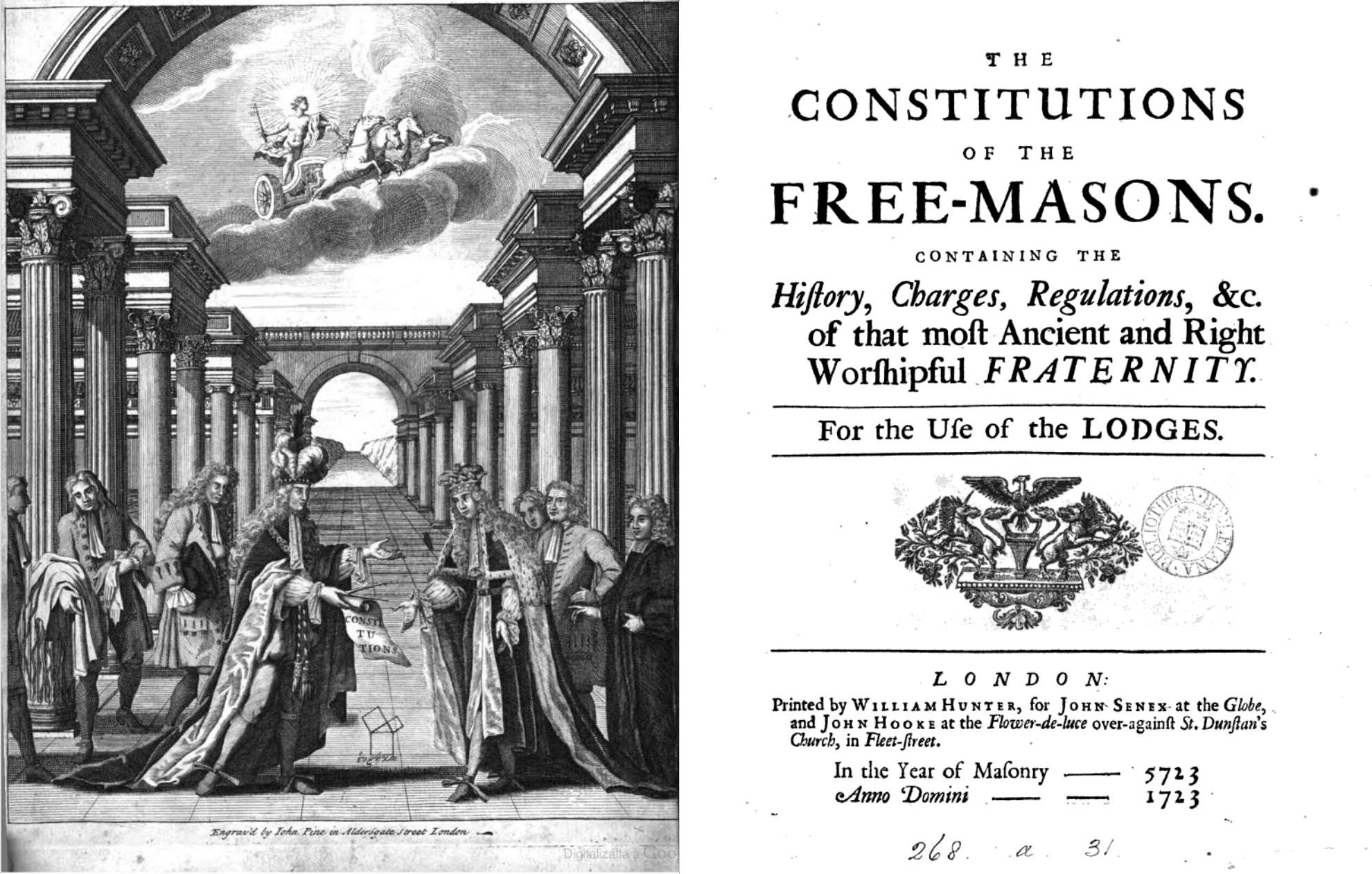
Масонские конституции

«Масонскими конституциями» были конституции для Первой великой ложи Англии, написанные для стандартизации ритуалов и практики масонства среди лож Лондона и Вестминстера, работающих под юрисдикцией первой великой ложи. Очевидно, что эти конституции не предназначались для остальных лож в других частях Англии, Шотландии и Ирландии. Первое и второе издание были написаны Джеймсом Андерсоном в 1723 и в 1738 годах.

### История
Конституции Андерсона были основаны на старых масонских манускриптах (также называемых «готическими конституциями») и генеральном регламенте, который был составлен Джорджем Пейном в 1723 году. Полное название издания: Конституции масонов, содержащие историю, уложения, правила, предписания и т. д. самого древнего и весьма достопочтенного братства, для использования в ложах.
Когда в 1738 году, Первая великая ложа Англии изменила своё название на Великую ложу Англии, конституции Андерсона были переписаны заново. Название во втором издании тоже было изменено на Новую книгу конституций древнего и достопочтенного братства вольных и принятых каменщиков, в которой содержатся их история, требования, правила, уложения и т. д. Собранные и опубликованные орденом великой ложи из своих старых записей, оберегаемых традиций и книг лож, для использования ложами.
Издание конституций 1723 года было отредактировано и переиздано Бенджамином Франклином в Филадельфии в 1734 году, став первой масонской книгой, напечатанной в США.
Новая редакция конституций была опубликована в 1754 году Джоном Энтиком. Он вернулся к правилам, составленным в 1723 году, в которые, особенно в первое правило, Андерсон внёс различные изменения в издании 1738 года. Именно это издание правил, которые составляют основу «Древних правил», можно найти сегодня в конституции Объединённой великой ложи Англии, за небольшими изменениями в отношении первого «Правила о Боге и религии».

### Конституции 1723 года
В первом разделе конституции, о религии, говорится, что масоны могут быть любой веры и что им необходимо только придерживаться религии, в которой согласны все люди, что очень близко к концепции «естественной религии» — популярной идеи в Эпоху Просвещения.
- I. О боге и религии

Вольный каменщик обязан, в силу данного им обязательства, подчиняться нравственному закону; и если он верно понимает «Царственное Искусство», он никогда не станет неразумным атеистом или неверующим вольнодумцем. Но если в древности вольные каменщики обязаны были в каждой стране принадлежать к религии именно той страны и того народа, среди которого находятся, какой бы она ни была, в настоящее время считается более разумным обязывать их принадлежать к той лишь религии, в которой согласны между собой все люди, оставив им самим точно определять свои религиозные убеждения; это означает, что вольные каменщики должны быть людьми добродетельными и верными, то есть людьми чести и людьми честными, вне зависимости от личных убеждений и конфессиональной принадлежности каждого из них, — в силу чего франкмасонство становится центром единения и средством установления истинной дружбы между людьми, которые — не будь его, — были бы разделены непреодолимой пропастью.
- II. О светской власти, высшей и назначенной
- III. О ложах
- IV. О мастерах, стражах, подмастерьях и учениках
- V. Об управлении работой братства
- VI. О поведении:

А. В ложе после учреждения и открытия
Б. Поведение в ложе после закрытия работ, пока братья не разошлись
В. Поведение братьев при встрече без непосвященных вне стен должным образом открытой Ложи
Г. Поведение в присутствии не-масонов
Д. Поведение дома и среди знакомых
Е. Поведение с незнакомым братом

### Конституции 1738 года
Раздел о религии в 1738 относится к «Семи заповедям Ноя», которые списком из семи моральных императивов, в соответствии с Талмудом, были даны Богом Ною, как обязательный набор законов для всего человечества.

#### О Боге и религии
Масон обязан, пребывая в должности, соблюдать нравственный закон, как истинный потомок Ноахид, и если он правильно понимает масонство, он никогда не станет ни глупым атеистом, ни нерелигиозным вольнодумцем, не будет действовать против совести. В древние времена христианства масонам предъявлялись требования в соответствии с христианскими обычаями каждой страны, где они путешествовали или работали, будучи во всех странах, даже далёких религий. Они, как правило, придерживаются той религии, в которой все люди согласны (оставляя за каждым братом своё личное мнение), то есть, чтобы быть хорошим и правдивым человеком, человеком чести и доблести, какие бы он ни имел религиозные убеждения или их можно было выделить, где они согласуются в трех великих статьях Ноахидов, чтобы сохранить основание ложи. Таким образом, масонство — центр единения и счастливое средство примирения людей, которые в противном случае должны удалиться друг от друга.

## Конституции «Древних»

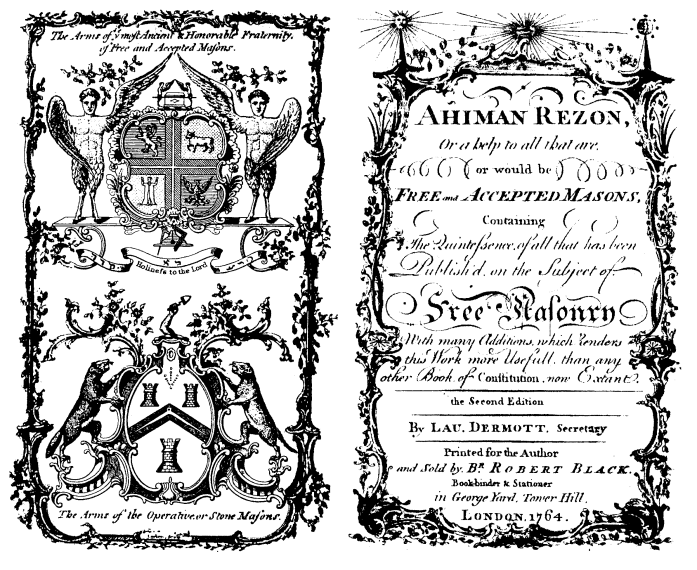
Ахиман Резон

Книга конституций, или «Ахиман Резон», была впервые опубликована в 1754 году. Её автор Лоуренс Дермотт был великим секретарём Древней великой ложи Англии с 1752 до 1771 годы. Полное название первого издания было «Ахиман Резон, или помощь брату; показывающее превосходство секретности, и первая причина или мотив учреждения масонства; принципы каменщиков, и выгоды от строгого соблюдения их и т. д., и т. п.; также старые и новые правила и т. д., к которым добавляется большая коллекция песен масонов и т. д.» Второе издание было опубликовано в 1764 году, а последующие издания в 1778, 1787, 1800, 1801, 1807, и 1813 годах. Второе издание было перепечатано в Филадельфии в 1855 году Леоном Хайнеманом. Дермотт в значительной степени сделал заимствования из конституций Великой ложи Ирландии, которая была опубликована в 1751 году.

## Конституция Объединённой великой ложи Англии
Когда ОВЛА была создана в союзе Древних и Современных, была подготовлена новая версия конституции. Это был синтез Конституций Андерсона из Первой великой ложи Англии и «Ахиман Резон» Древней великой ложи Англии.

### О Боге и религии
Масон обязан, пребывая в должности, соблюдать нравственный закон, и если он правильно понимает Искусство он никогда не станет глупым атеистом, ни нерелигиозным вольнодумцем. Он, как и все люди, должны лучше понять, что всевидящий Бог не видит как смотрит человек; ибо человек смотрит на внешнее, а Бог смотрит в сердце. Масон является, поэтому, в частности, связанным никогда не действовать против своей совести. Пусть религия человека или способ поклонения будет то, во что он может верить, он не исключается из порядка условие, что он верит в Великого Архитектора Вселенной, и практику священных обязанностей морали.